# Орифлама

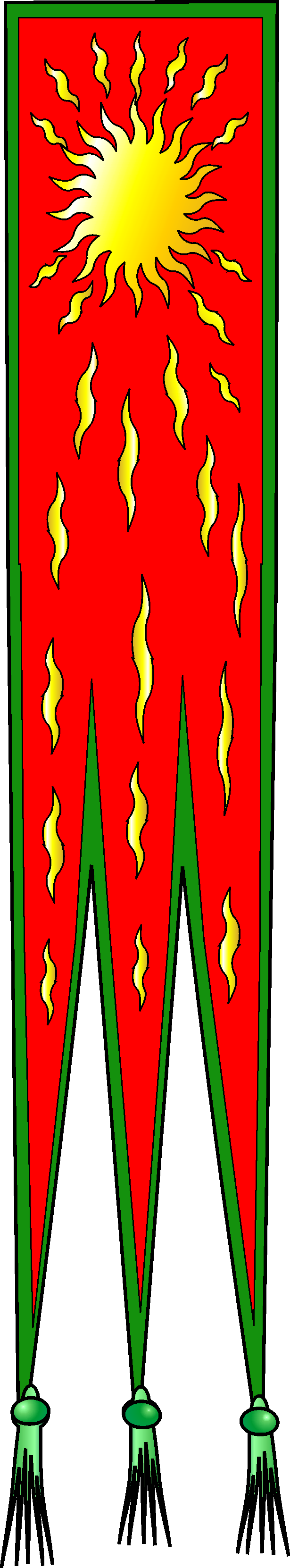
Орифлама

Орифлама — (фр. oriflamme; від лат. aurum — золото і flamma полум'я):
1. У середньовічній Франції — прапор короля.
2. Великий прапор, прикріплений на мотузку, протягнутий упоперек вулиці між будинками[1].

Орифлама була найголовнішою військовою хоругвою королівських французьких військ. Вперше була взята з Сен-Дені Філіпом I і вживалася у військах до 1415, коли востаннє з'явилася в битві при Азенкурі. Англійці захоплювали орифламу двічі: при Азенкурі і при Пуатьє (1356).
Носилася почесним корогвоносцем (фр. porte-oriflamme) і піднімалася на спис лише в момент бою; до цього хоругвоносець носив орифламу на собі.